# Frank Murphy (saltador de perxa)
Frank Dwyer Murphy (East Chicago, Illinois, 21 de setembre de 1889 - Urbana, Illinois, 11 de juny de 1980) va ser un atleta estatunidenc, especialista en salt de perxa, que va competir a començaments del segle xx.
El 1912 va prendre part en els Jocs Olímpics, d'Estocolm, on disputà la prova del salt de perxa del programa d'atletisme. En ella guanyà la medalla de bronze amb un millor salt de 3m 80cm, empatat amb el canadenc William Happenny i el suec Bertil Uggla.
Estudià a la Universitat d'Illinois i posteriorment es dedicà al ram de les assegurances.